# 381. polkovno poveljstvo Slovenske vojske
381. polkovno poveljstvo Slovenske vojske je bilo poveljstvo Slovenske vojske, ki je pokrivalo mesto Celje.

## Poveljstvo
Poveljniki
- major Matjaž Piškur